# Grodno (tỉnh)
Tỉnh Grodno, hay tỉnh Hrodna (tiếng Belarus: Гродзенская вобласць, đã Latinh hoá: Hrodzienskaja voblasć, Гарадзенская вобласьць, Haradzienskaja vobłaść, Гарадзеншчына, Haradzienščyna; tiếng Nga: Гродненская область, đã Latinh hoá: Grodnenskaya oblast) là một trong các tỉnh của Belarus. Tỉnh nằm ở phía tây của đất nước. Trung tâm hành chính là Grodno, cũng là thành phố lớn nhất trong tỉnh.
Tỉnh nằm trên sông Neman, giáp với tỉnh Minsk ở phía đông, tỉnh Brest ở phía nam, Ba Lan (tỉnh Podlaskie) ở phía tây và tỉnh Vitebsk và Litva (các hạt Alytus và Vilnius) ở phía bắc. Sự tồn tại của Grodno được chứng thực từ năm 1127. Hai lâu đài có niên đại từ thế kỷ 14-18 nằm ở đây trên bờ phải dốc của sông Nemen.

## Lịch sử
Khu vực này là "vùng biên giới" cực tây của người Đông Slav sơ khởi trên vùng đất của người Balt vào thế kỷ 6-9. Đến thế kỷ 12-14, nó là một phần của khu vực đôi khi được gọi là Ruthenia Đen, được các nhà cai trị Litva sáp nhập hoàn toàn vào Đại công quốc Litva vào thế kỷ 13.
Năm 1413, khu vực xung quanh Grodno vốn là một phần của Công quốc Trakai được chuyển đổi thành tỉnh Trakai mới thành lập. Grodno trở thành thủ phủ của huyện Grodno. Năm 1441, hiến chương Luật Magdeburg được cấp cho thủ phủ bởi Đại công tước Litva Kazimierz IV Jagiellończyk. Năm 1444, Grodno nhận được huy hiệu từ tay Kazimierz, cũng như các đặc quyền mậu dịch đáng kể.
Sự phát triển kinh tế mạnh mẽ của khu vực tiếp tục dưới thời Aleksander Jagiellończyk, ông cho xây cây cầu kiên cố đầu tiên bắc qua sông Neman cũng như Tu viện Dòng Thánh Augustine và Tu viện Dòng Anh Em Hèn Mọn Ba Lan. Sau đó, Vương hậu Ba Lan-Đại công tước phu nhân Litva Bona Sforza đã đặt dinh thự hoàng gia của bà tại Grodno.
Thời kỳ hoàng kim của Grodno rơi vào triều đại của Stefan Batory từ năm 1576 đến năm 1586. Khi đó, Grodno trở thành trụ sở hoàng gia và bắt đầu tổ chức các phiên họp của Thượng viện và Nghị viện Thịnh vượng chung Ba Lan-Litva. Năm 1580, theo lệnh của quốc vương, lâu đài Grodno được xây dựng lại theo phong cách kiến trúc thời Phục hưng.
Vào đầu thế kỷ 17, Grodno là một trong những thành phố quan trọng và phát triển nhất trong Thịnh vượng chung Ba Lan-Litva, theo truyền thống được công nhận là thủ đô thứ ba của Thịnh vượng chung. Sự suy giảm vị thế của tỉnh bắt đầu với Chiến tranh Livonija. Giữa năm 1765 và 1780, tỉnh này lấy lại một số vị thế trước đó khi Antoni Tyzenhaus cai quản, với nhiều nhà xưởng mới.
Toàn bộ tỉnh Grodno cuối cùng bị Đế quốc Nga sáp nhập vào cuối năm 1795. Thành phố Grodno sau đó trở thành thủ phủ của tỉnh Grodno.
Trong Thế chiến thứ nhất, tỉnh này bị Đức chiếm đóng. Quân đội Đức tiến vào thành phố Grodno vào ngày 3 tháng 9 năm 1915. Trong thời kỳ Đức chiếm đóng, công dân Ba Lan ở tỉnh Grodno bị bức hại và bị hạn chế quyền công dân. Khi chiến tranh kết thúc, Cộng hòa Nhân dân Belarus tuyên bố độc lập, và Grodno là địa điểm đứng chân cuối cùng của Hội đồng (Rada) của nước cộng hòa, trước khi họ buộc phải chạy trốn khỏi quân đội Liên Xô.
Theo các điều khoản của Hòa ước Riga, tỉnh và thành phố trở lại Đệ Nhị Cộng hòa Ba Lan. Đến năm 1939, thành phố Grodno có 60.000 cư dân, với người Ba Lan và người Do Thái lần lượt chiếm 60% và 37% dân số. Trong thời kỳ cai trị của Ba Lan, Grodno là trung tâm của huyện Grodno thuộc tỉnh Białystok, nhưng một số phần của tỉnh Grodno hiện tại từng nằm trong các tỉnh của Nowogródek và Wilno.
Sau khi Chiến tranh thế giới thứ hai bắt đầu, vào ngày 17 tháng 9 năm 1939, khu vực Grodno bị Liên Xô xâm lược và sáp nhập vào Liên Xô thành một phần của Cộng hòa Xã hội chủ nghĩa Xô viết Byelorussia. Thành phố Grodno nằm ở tỉnh Belastok mới thành lập. Hàng ngàn người đã bị cầm tù hoặc trục xuất đến Siberia hoặc Kazakhstan. Vào đầu mùa hè năm 1941, khu vực này nằm dưới sự chiếm đóng của Đức Quốc xã. Ngày 13 tháng 3 năm 1943, quân đội Đức thông báo cuộc tiêu diệt người Do Thái đã kết thúc và mô tả thành phố Grodno là judenrein.
Do chính sách bành trướng về phía tây của Joseph Stalin, Hội nghị Yalta quyết định rằng biên giới phía đông của Ba Lan là Đường Curzon. Dựa trên quyết định này, toàn bộ khu vực Grodno được sáp nhập vào Belarus thuộc Liên Xô và nhiều người Ba Lan đã di cư hoặc bị trục xuất. Năm 1944, tỉnh Belastok bị giải thể và tỉnh Grodno được thành lập. Kể từ năm 1991, tỉnh Grodno tạo thành một trong 6 tỉnh của Belarus độc lập.

## Di sản
Các điểm du lịch chính trong tỉnh là nhiều công trình kiến trúc cổ như các lâu đài ở Mir, Lida, Novogrudok. Một phần của Rừng Białowieża nằm ở đây, nhưng các chuyến du ngoạn của khách du lịch bắt đầu từ phần thuộc tỉnh Brest của vườn quốc gia. Tu viện Zhyrovichy cũng là một điểm đến cho du khách tôn giáo. Quần thể lâu đài Mir và Vườn quốc gia Belovezhskaya Pushcha là di sản thế giới được UNESCO công nhận. Tỉnh có những đối tượng trong danh sách di sản văn hóa Belarus, như Nhà thờ Thánh Anthony xứ Padua tại Kamienka, Nhà thờ Thánh Francis Xavier, Nhà thờ Thánh Andrew tại Slonim, Nhà thờ Chúa Ba Ngôi tại Gierviaty.

## Nhân khẩu
Tỉnh này có diện tích 25.100 km² và có dân số 1.065.100 người, với mật độ dân số là 42 người/km². Khoảng 63,5% sống ở thành phố và thị trấn, trong khi 36,5% sống ở nông thôn. Nữ giới chiếm 53% dân số trong tỉnh và nam giới là 47%. Có khoảng 310.000 trẻ em dưới 19 tuổi và khoảng 240.000 người trên 60 tuổi.
Ngày nay, người Belarus chiếm 62,3% dân số. Khu vực này là nơi sinh sống của các nhóm dân tộc thiểu số đáng kể: Người Ba Lan (24,8%), người Nga (10%), người Ukraina (1,8%), người Do Thái (0,4%), người Tatar (0,2%), người Litva (0,2%), các dân tộc khác (0,4%).
Trong khi Belarus nói chung chủ yếu theo Chính thống giáo Nga, tỉnh Grodno có hai tôn giáo chính là Công giáo La Mã và Chính thống giáo Nga. Có 449 cộng đồng tôn giáo và 18 giáo phái, 2 giáo phận Chính thống Nga, 1 liên đoàn nữ tu Chính thống, 2 hội huynh đệ linh mục Công giáo, 1 liên đoàn nữ tu Công giáo, 2 tu viện Chính thống và 4 tu viện Công giáo, 165 nhà thờ Chính thống giáo và 169 nhà thờ Công giáo. Thiểu số Công giáo được tạo thành chủ yếu từ người Ba Lan, mặc dù định danh "Ba Lan" cũng từng được áp dụng trong lịch sử cho người Belarus theo Công giáo.

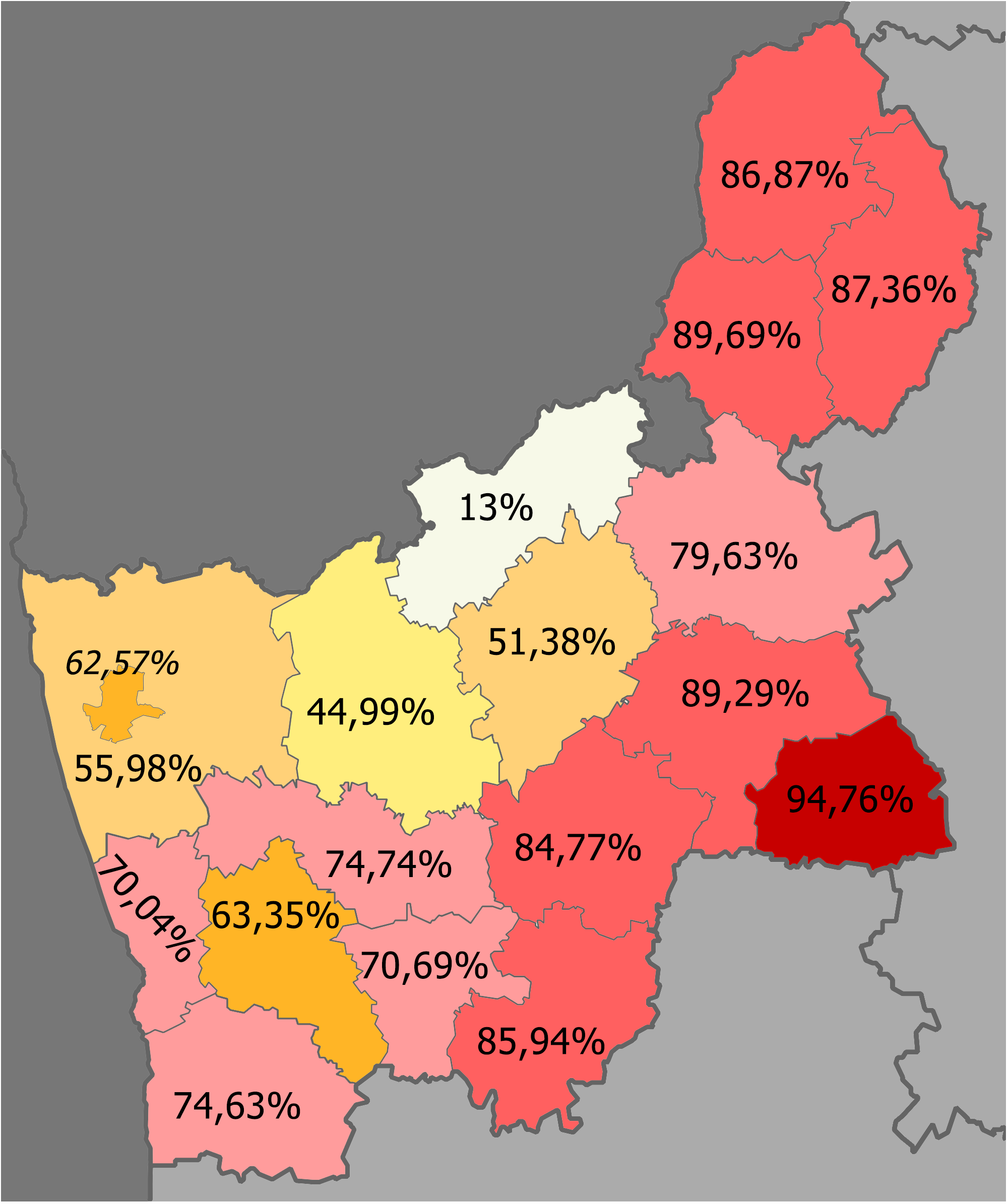
Người Belarus trong khu vực  >90%  80–90%  70–80%  60–70%  50–60%  40–50%  <40%
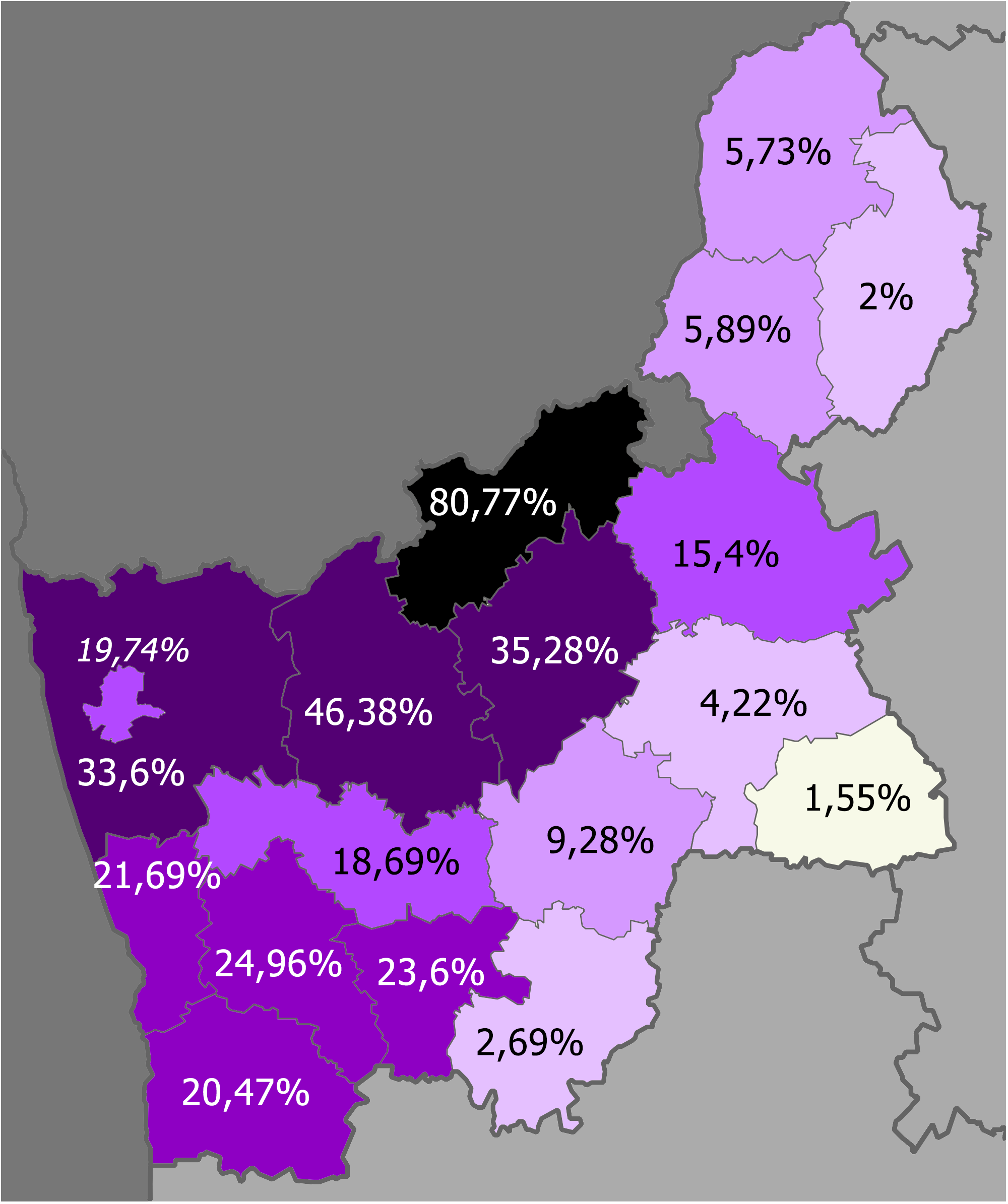
Người Ba Lan trong khu vực  >50%  30–50%  20–30%  10–20%  5–10%  2–5%  <2%
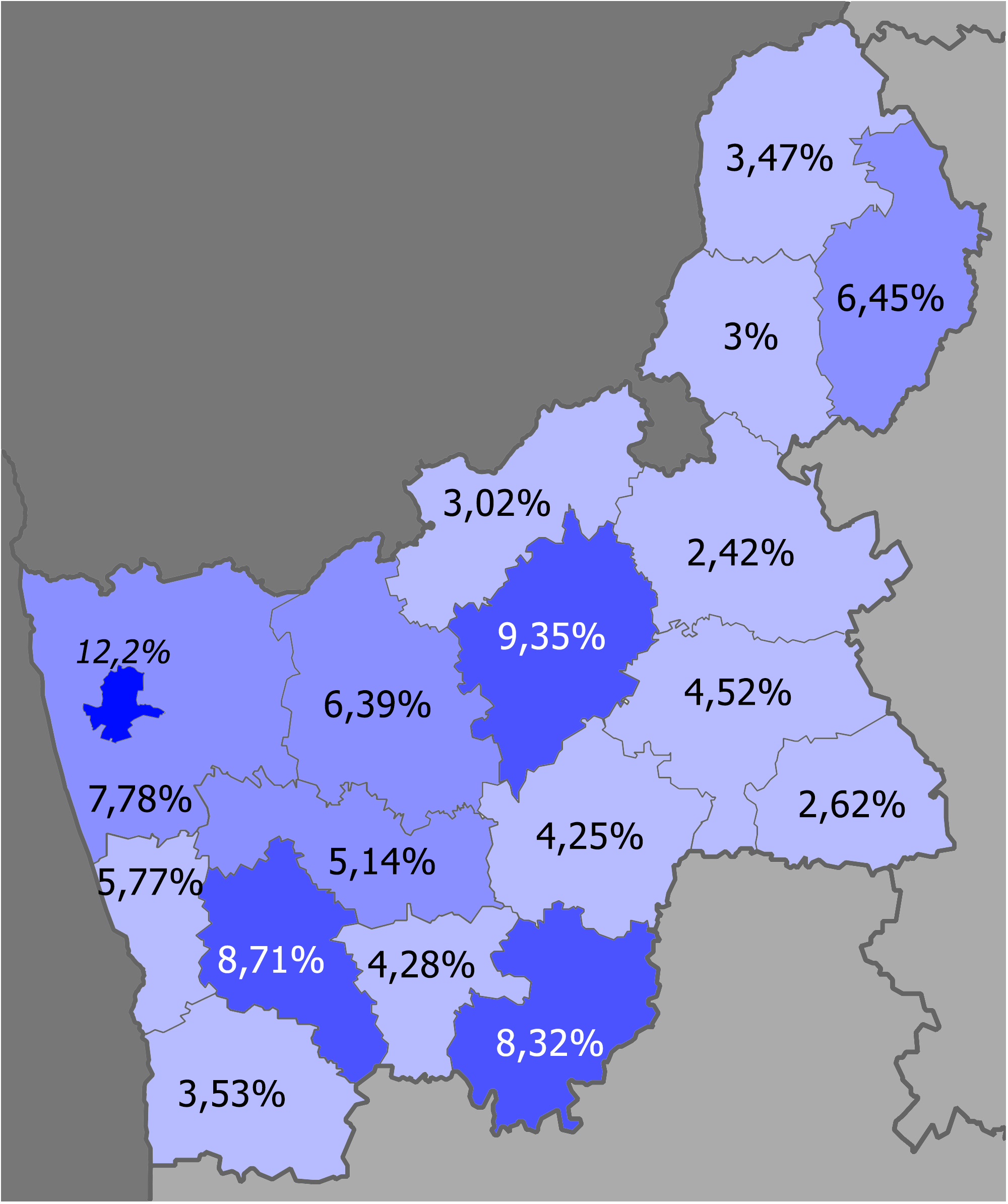
Người Nga trong khu vực  >10%  8–10%  5–8%  <5%

## Hành chính
Tỉnh Grodno được chia thành 17 huyện (rajon), 194 selsoviet, 12 thành phố, 6 khu thuộc thành phố và 21 khu định cư kiểu đô thị.
Các huyện
- Ashmyany
- Astravyets
- Byerastavitsa
- Dzyatlava
- Grodno (Hrodna)
- Iwye
- Karelichy
- Lida
- Masty
- Navahrudak
- Shchuchyn
- Slonim
- Smarhon'
- Svislach
- Vawkavysk
- Voranava
- Zel’va

Thành thị
Dân số của các thành phố và thị trấn ở tỉnh Grodno:
| Tên                     | Tiếng Belarus       | Dân số  |
| ----------------------- | ------------------- | ------- |
| Grodno                  | Гродна              | 373.547 |
| Lida                    | Лі́да                | 101.616 |
| Slonim                  | Сло́нім              | 49.441  |
| Vawkavysk               | Ваўкавы́ск           | 44.004  |
| Smarhoń                 | Смарго́нь            | 37.527  |
| Navahrudak              | Навагрудак          | 29.424  |
| Ashmyany                | Ашмя́ны              | 16.875  |
| Masty                   | Масты               | 15.838  |
| Shchuchyn               | Шчучын              | 15.475  |
| Astravyets              | Астравец            | 10.878  |
| Skidziel                | Скідзель            | 10.713  |
| Byarozawka              | Бярозаўка           | 10.311  |
| Iwye                    | Іўе                 | 7.702   |
| Dziatlava               | Дзятлава            | 7.624   |
| Zelva                   | Зэльва              | 6.678   |
| Krasnasel'ski           | Краснасельскі       | 6.636   |
| Karelichy               | Карэлічы            | 6.443   |
| Svislach                | Свiслач             | 6.426   |
| Voranava                | Воранава            | 6.356   |
| Vyalikaya Byerastavitsa | Вялікая Бераставіца | 5.667   |
| Ros'                    | Рось                | 4.677   |

## Kinh tế

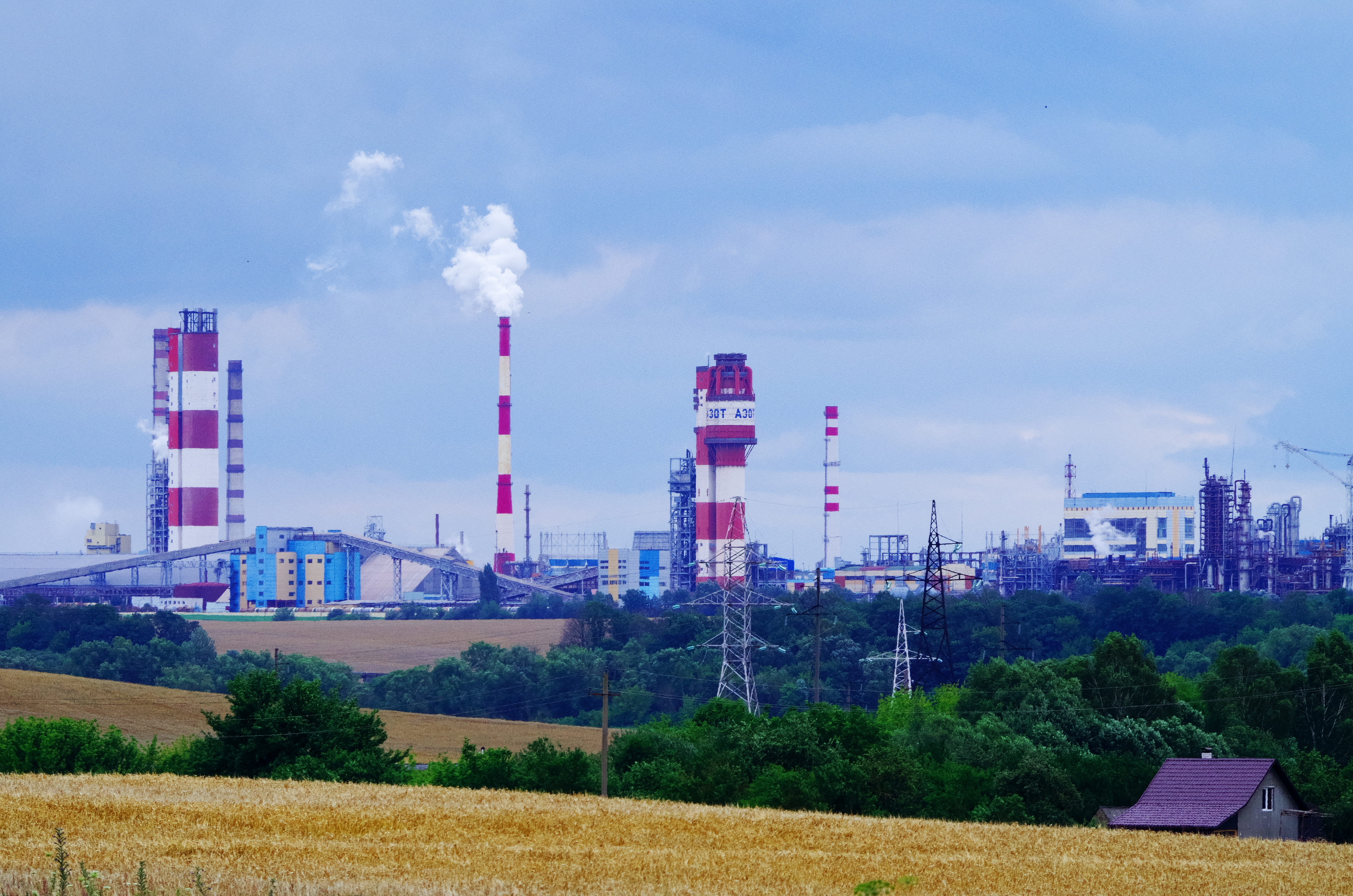
JSC Grodno Azot, công ty công nghiệp lớn nhất tỉnh

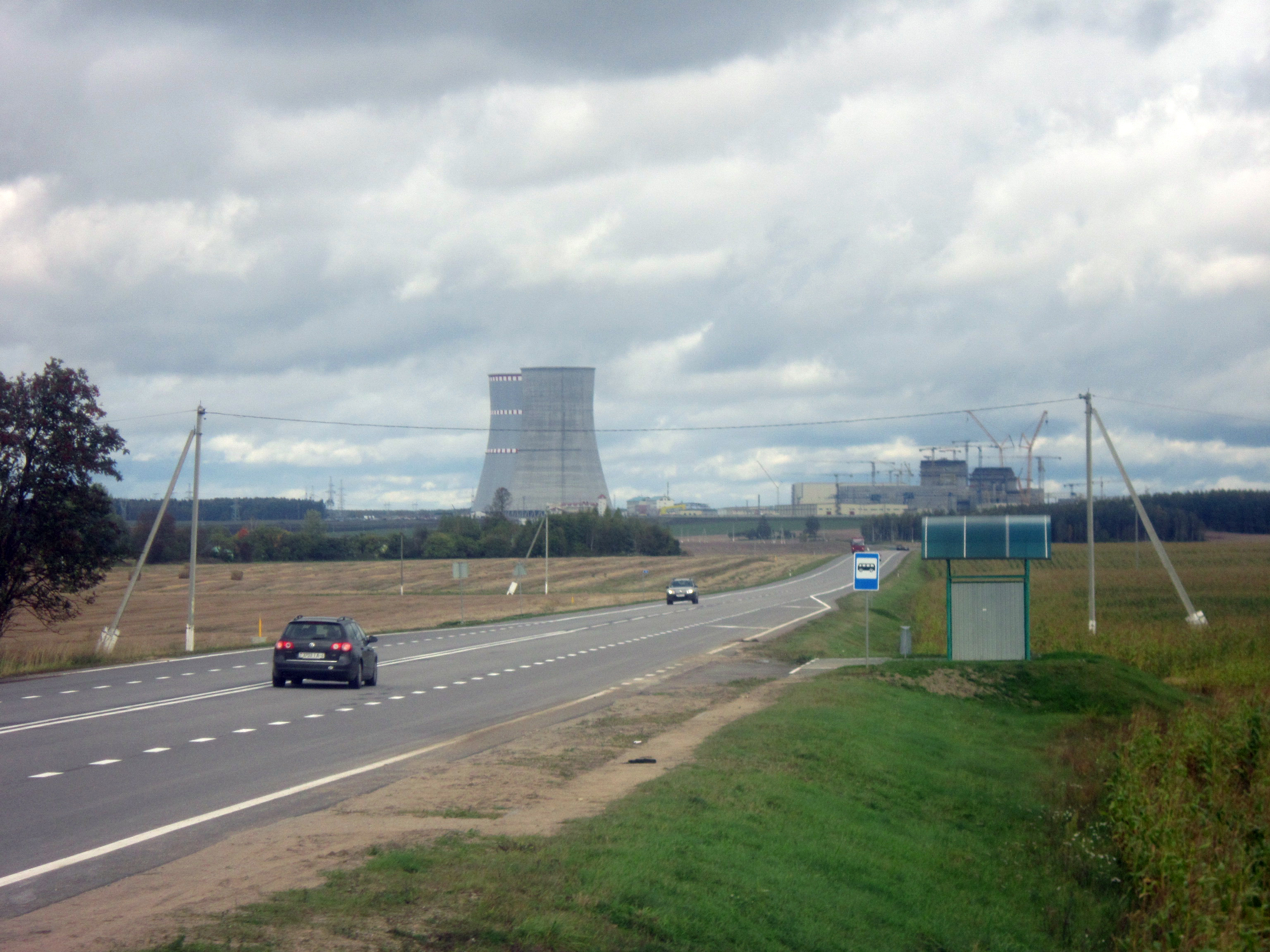
Nhà máy điện hạt nhân Astravets

Năm 2016, tỉnh Grodno sản xuất 10,9% sản lượng công nghiệp của Belarus. Công ty lớn nhất là nhà sản xuất phân đạm Grodno Azot (16% sản lượng công nghiệp tỉnh). Năm 2017, người nộp thuế lớn nhất trong khu vực là nhà máy thuốc lá Grodno.
Mức lương trung bình (trước thuế thu nhập) trong tỉnh năm 2017 là 700 BYN, thấp hơn mức lương trung bình ở Belarus (820 BYN). Mức lương cao nhất trong khu vực được ghi nhận ở thủ phủ Grodno (810 BYN).
Tỷ lệ thất nghiệp năm 2017 ước tính là 4,4% nhưng chỉ có 0,8% dân số trong độ tuổi lao động đăng ký thất nghiệp.